# Garcinia kola
Garcinia kola е вид растение от семейство Звъникови (Clusiaceae). Видът е световно застрашен, със статут Уязвим.

## Разпространение
Разпространен е в Бенин, Камерун, Демократична република Конго, Кот д'Ивоар, Габон, Гана и Либерия Сиера Леоне.